# Teinobasis luciae
Teinobasis luciae là một loài chuồn chuồn kim trong họ Coenagrionidae.
Teinobasis luciae được Lieftinck miêu tả khoa học năm 1937.